# Feliks Urbanowicz
Feliks Urbanowicz (ur. 1863, zm. 16 lipca 1903 w Warszawie) – polski embriolog i zoolog. 
Nieznane są jego dokładne miejsce i data urodzin. Studiował nauki przyrodnicze na Cesarskim Uniwersytecie Warszawskim, w 1885 roku ukończył studia z tytułem kandydata nauk. Specjalizował się następnie z embriologii skorupiaków pod kierunkiem Mitrofanowa. W 1884 roku jego praca "Istorija razwitija ciklopa" otrzymała złoty medal. Do 1895 roku pracował jako wolontariusz u Mitrofanowa badając rozwój gatunku Maja squinado. W związku z tymi badaniami odbył podróże naukowe do stacji morskich w Roscoff i Banyuls-sur-Mer. Pisał też prace o charakterze popularnym: w 1903 roku wydano jego książeczkę "Zwierzęta pod względem budowy ciała". Pisał sprawozdania do kroniki naukowej w piśmie Wszechświat pod pseudonimem "fu". Pisał także utwory dramatyczne. 